# Copa del Món de ciclisme de 2000
La Copa del Món de ciclisme de 2000 fou la 12a edició de la Copa del Món de ciclisme. Va estar formada per 10 curses disputades entre març i octubre de 2000 i fou guanyada per l'alemany Erik Zabel.

## Calendari
| Data         | Cursa                     | País          | Vencedor                 | Equip del vencedor    |
| ------------ | ------------------------- | ------------- | ------------------------ | --------------------- |
| 18 de març   | Milà-Sanremo              | Itàlia        | Erik Zabel (GER)         | Team Deutsche Telekom |
| 2 d'abril    | Tour de Flandes           | Bèlgica       | Andrei Txmil (BEL)       | Lotto-Adecco          |
| 9 d'abril    | París-Roubaix             | França        | Johan Museeuw (BEL)      | Mapei-Quick Step      |
| 16 d'abril   | Lieja-Bastogne-Lieja      | Bèlgica       | Paolo Bettini (ITA)      | Mapei-Quick Step      |
| 22 d'abril   | Amstel Gold Race          | Països Baixos | Erik Zabel (GER)         | Team Deutsche Telekom |
| 6 d'agost    | HEW Cyclassics            | Alemanya      | Gabriele Missaglia (ITA) | Lampre-Daikin         |
| 12 d'agost   | Clàssica de Sant Sebastià | Espanya       | Erik Dekker (NED)        | Rabobank              |
| 20 d'agost   | Campionat de Zuric        | Suïssa        | Laurent Dufaux (SUI)     | Saeco                 |
| 8 d'octubre  | París-Tours               | França        | Andrea Tafi (ITA)        | Mapei-Quick Step      |
| 21 d'octubre | Giro de Llombardia        | Itàlia        | Raimondas Rumšas (LTU)   | Fassa Bortolo         |

## Classificacions finals

### Classificació individual
| Pos. | Ciclista                   | Equip                   | Punts |
| ---- | -------------------------- | ----------------------- | ----- |
| 1    | Erik Zabel (GER)           | Team Deutsche Telekom   | 347   |
| 2    | Andrei Txmil (BEL)         | Lotto-Adecco            | 285   |
| 3    | Francesco Casagrande (ITA) | Vini Caldirola-Sidermec | 230   |
| 4    | Paolo Bettini (ITA)        | Mapei-Quick Step        | 217   |
| 5    | Romāns Vainšteins (LAT)    | Vini Caldirola-Sidermec | 204   |
| 6    | Óscar Freire (ESP)         | Mapei-Quick Step        | 164   |
| 7    | Davide Rebellin (ITA)      | Mapei-Quick Step        | 164   |
| 8    | Fabio Baldato (ITA)        | Fassa Bortolo           | 145   |
| 9    | Zbigniew Spruch (POL)      | Lampre-Daikin           | 144   |
| 10   | Peter Van Petegem (NED)    | Domo-Farm Frites        | 135   |

### Classificació per equips
| Pos. | Equip                   | Punts |
| ---- | ----------------------- | ----- |
| 1    | Mapei-Quick Step        | 96    |
| 2    | Rabobank ProTeam        | 71    |
| 3    | Fassa Bortolo           | 60    |
| 4    | Lampre-Daikin           | 58    |
| 5    | Vini Caldirola-Sidermec | 44    |